# Gongrosargus exclamationis
Gongrosargus exclamationis är en tvåvingeart som beskrevs av Lindner 1968. Gongrosargus exclamationis ingår i släktet Gongrosargus och familjen vapenflugor.
Artens utbredningsområde är Madagaskar. Inga underarter finns listade i Catalogue of Life.